# ولفگانگ اشلوسل
ولفگانگ اشلوسل (انگلیسی: Wolfgang Schüssel؛ زادهٔ ۷ ژوئن ۱۹۴۵) یک سیاست‌مدار اهل اتریش است.